# Улица Пушкина (Таруса)
Улица Пушкина — улица в исторической части Тарусы, проходит от проезда с Проспекта Пушкина на улицу Шмидта до улица Николая Ракицкого.
Протяжённость улицы составляет 498 метров.

## История
Улица прошла по острожной части города (здесь, в районе д. 1, находилась городская тюрьма — острог), за оврагом Посерка. До начала XX века эта местность оставалась незастроенной, заросшей густым берёзовым лесом. Около 1900 года территория была отведена под застройку (кварталы № 30, 31, 35 и 36).
В 1925 году д. 1 на улице приобрела актриса Малого театра Надежда Александровна Смирнова (1873—1951; заслуженная артистка РСФСР с 1932 года), здесь новой хозяйкой устраивались концерты, здесь у неё бывали Поленовы, Крандиевские, Федорченко и многие другие. В 1946 году этот дом у Н. А. Смирновой купил врач Михаил Михайлович Мелентьев (1882—1967). Культурные традиции дома новым хозяином были сохранены и продолжены, здесь гостили Константин Николаевич Игумнов, Надежда Иосифовна Голубовская, Пантелеймон Иванович Васильев, В. В. Шульгин.
Современное название улице дано в память великого русского поэта А. С. Пушкина.
5 августа 2023 года митрополит Калужский и Боровский Климент в сослужении тарусского духовенства освятил возведённый на улице Храм в честь Всех Русских Святых и совершил в нём литургию. Планируется возведение на прихрамовой территории дома милосердия
Городские власти подготовили ряд рекомендаций по сохранению исторического облика города именно в этом районе.

## Достопримечательности
д. 31 — Храм в честь Всех Русских Святых

## Известные жители
д. 1 — М. М. Мелентьев